# Чесночник обыкновенный
Чесно́чник обыкнове́нный (лат. Mycétinis scorodónius) — вид грибов, входящий в род Чесночник (Mycetinis) семейства Негниючниковые (Marasmiaceae).
Небольшой гриб с сильным запахом чеснока, используемый в качестве приправы.

## Описание

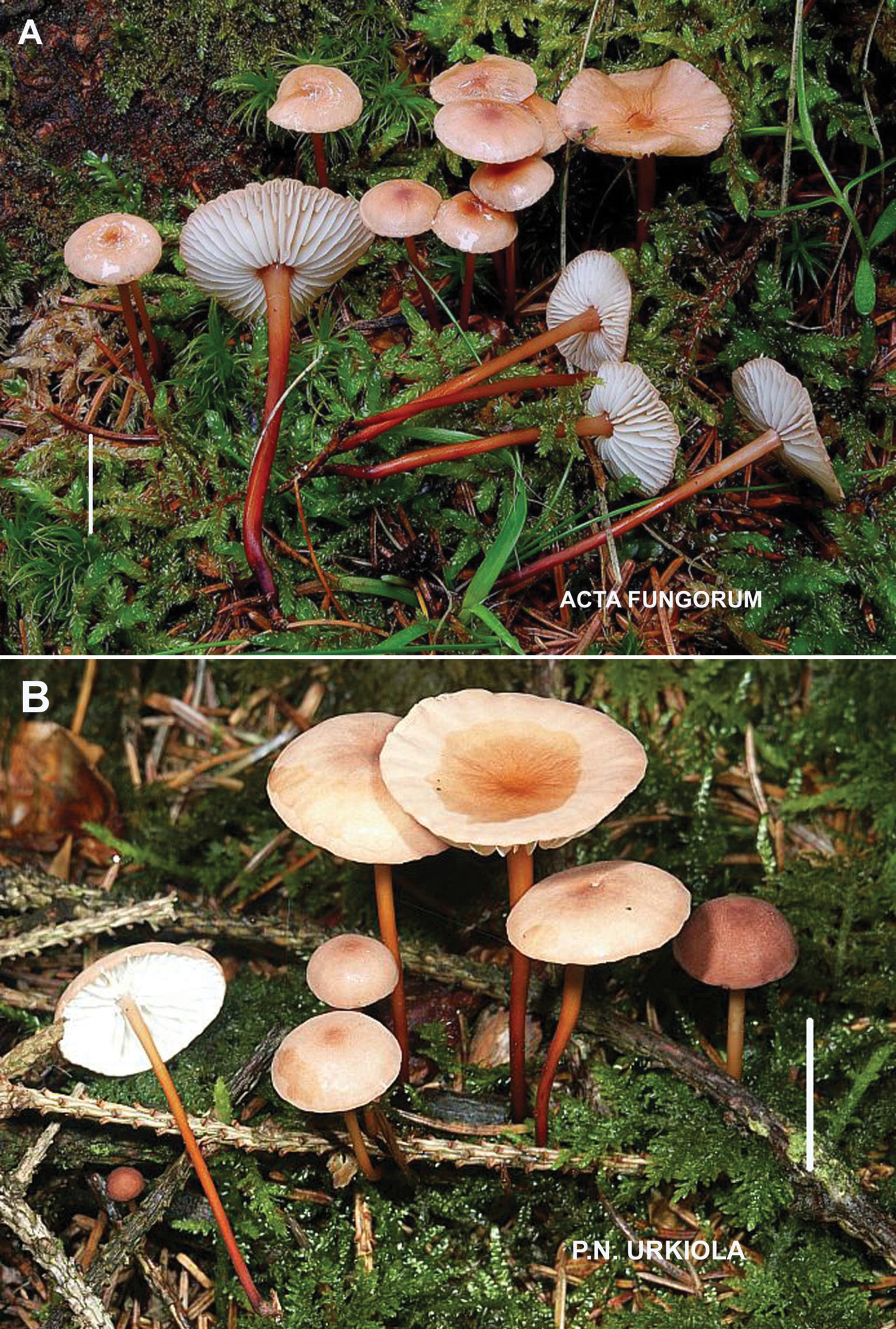

Плодовые тела шляпконожечные, коллибиоидного типа. 
Шляпка у взрослых грибов 0,5—2,5 см в диаметре, гигрофанная, но не просвечивающая, у молодых грибов выпукло-конической или полушаровидной формы, с подвёрнутым краем, затем раскрывается до выпуклой и уплощённой, край становится неправильно волнистым. Поверхность шляпки голая и гладкая, реже неясно бороздчатая, разнообразно окрашенная — во влажную погоду розовато-коричневая до охристо-красной, при подсыхании — кремовая или охристая.
Мякоть очень тонкая, одного цвета с поверхностью, с сильным запахом и вкусом чеснока.
Пластинки гименофора редкие, в числе 13—20, с пластиночками, редко переплетающиеся или разветвляющиеся, почти свободные от ножки, белые до желтоватых.
Ножка 0,5—5 см длиной и 1—2 мм толщиной, центральная, цилиндрическая, жёсткая, иногда продольно бороздчатая, в верхней части оранжеватая, ниже — красно-коричневая до чёрной, голая, блестящая.
Споровый отпечаток белый.
Споры 8,5—10×3,5—4,5 мкм, эллиптические. Базидии четырёхспоровые, булавовидные, 25—35×6—8 мкм. Кутикула шляпки — гименидермис. Хейлоцистиды узкобулавовидные, плевроцистиды отсутствуют. Пряжки имеются на всех тканях.

### Сходные виды
- Mycetinis alliaceus (Jacq.) Earle, 1909 — Чесночник большой — отличается волосистой чёрной ножкой, пластинками с неровным краем.
- Mycetinis querceus (Britzelm.) Antonín & Noordel., 2008 — отличается волосистой красно-коричневой ножкой, очень гигрофанной шляпкой с сильно просвечивающими пластинками в сырую погоду. Окрашивает субстрат в беловато-жёлтый цвет, придаёт ему сильный чесночный запах. Редкий вид, обычно встречающийся на листьях дуба.

## Ареал и экология
Широко распространённый в Северном полушарии вид. Произрастает в хвойных и лиственных лесах на хвое, веточках и гниющей коре, также на стеблях вереска, изредка — среди травы.

## Систематика

### Синонимы
- Agaricus scorodonius Fr., 1815 : Fr., 1821
- Chamaeceras scorodonius (Fr.) Kuntze, 1898
- Gymnopus scorodonius (Fr.) J.L.Mata & R.H.Petersen, 2004
- Marasmius rubi Kalamees, 1986
- Marasmius scorodonius (Fr.) Fr., 1836